# 麻薬及び向精神薬の不正取引の防止に関する国際連合条約
麻薬及び向精神薬の不正取引の防止に関する国際連合条約（まやくおよびこうせいしんやくのふせいとりひきのぼうしにかんするこくさいれんごうじょうやく、United Nations Convention Against Illicit Traffic in Narcotic Drugs and Psychotropic Substances）は、1961年の麻薬に関する単一条約と1971年の向精神薬に関する条約を徹底するための法的な枠組みを追加的に取り決めた条約である。
1988年12月19日にウィーンで採択され、1990年11月11日に発効した。日本においては、麻薬及び向精神薬の不正取引条約、麻薬新条約とも呼ばれる。2018年8月8日現在、185か国が締約している。

## 概要
1987年、国際麻薬会議は、6月26日を「国際麻薬乱用・不正取引防止デー」とした。このことが日本の薬物の規制条約への批准を促進した。

## 日本の取り組み
日本は、この条約を批准するために、先に、1990年にまだ批准してなかった向精神薬に関する条約を批准し、この条約に対応するため、同年、麻薬取締法の一部改正案を提出して、麻薬及び向精神薬取締法とした。
日本は、この条約を1992年6月に批准している。
また、この条約に対応する国内法として、1991年に麻薬及び向精神薬取締法等の一部を改正する法律、国際的な協力の下に規制薬物に係る不正行為を助長する行為等の防止を図るための麻薬及び向精神薬取締法等の特例等に関する法律（麻薬特例法）を公布し、1992年7月に施行している。